# Pterină
Pterina este un compus organic heterociclic derivat de pteridină. Se regăsește în structura multor cofactori importanți din organismele vii, precum în folați.